# Balloy
Balloy is een gemeente in het Franse departement Seine-et-Marne (regio Île-de-France) en telt 358 inwoners (1999). De plaats maakt deel uit van het arrondissement Provins.

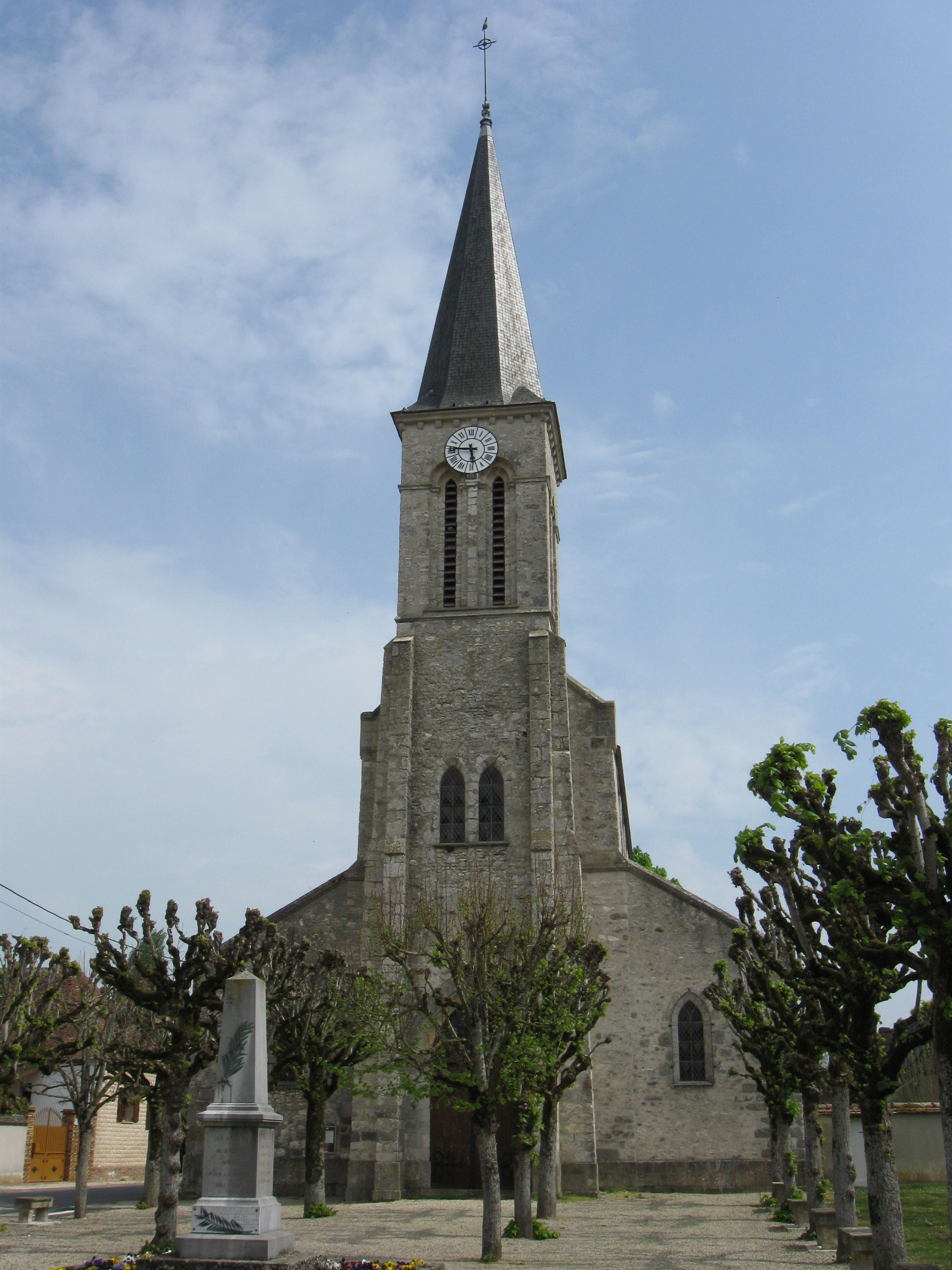
Kerk van Balloy
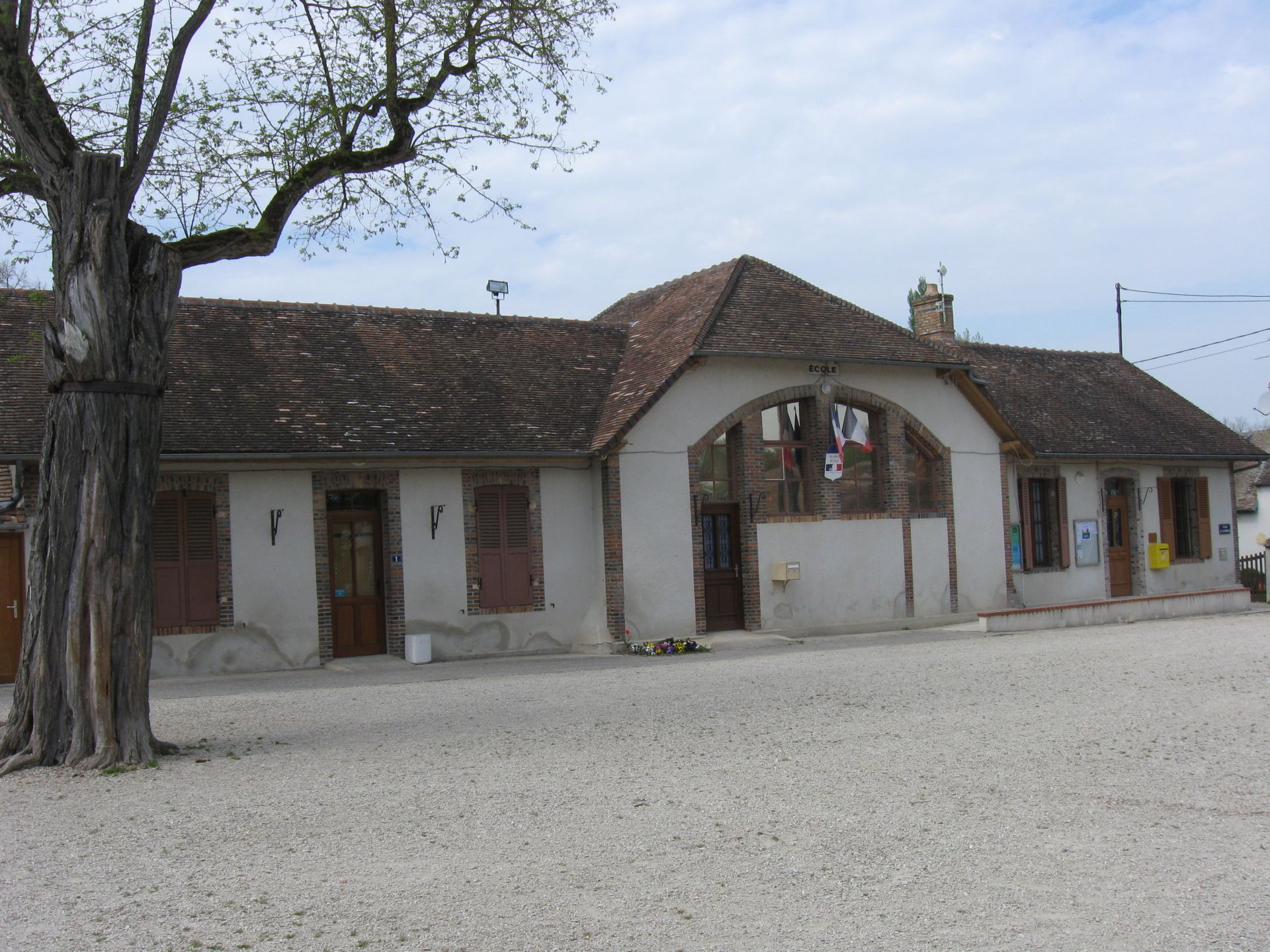
Gemeentehuis

## Geografie
De oppervlakte van Balloy bedraagt 13,0 km², de bevolkingsdichtheid is 27,5 inwoners per km².
De onderstaande kaart toont de ligging van Balloy met de belangrijkste infrastructuur en aangrenzende gemeenten.

## Demografie
Onderstaande figuur toont het verloop van het inwonertal (bron: INSEE-tellingen).